# Finsviken
Finsviken är en sjö i Härnösands kommun i Ångermanland och ingår i Ångermanälven-Gådeåns kustområde. Sjön är 4 meter djup, har en yta på 0,197 kvadratkilometer och är belägen 0 meter över havet. Sjön avvattnas av vattendraget Överdalsån. Vid provfiske har bland annat abborre, braxen, gers och gädda fångats i sjön.

## Delavrinningsområde
Finsviken ingår i det delavrinningsområde (695466-160866) som SMHI kallar för Utloppet av Finsviken. Medelhöjden är 40 meter över havet och ytan är 1,61 kvadratkilometer. Det finns ett avrinningsområde uppströms, och räknas det in blir den ackumulerade arean 25,37 kvadratkilometer. Avrinningsområdets utflöde Överdalsån mynnar i havet. Avrinningsområdet består mestadels av skog (49 procent), öppen mark (17 procent) och jordbruk (19 procent). Avrinningsområdet har 0,2 kvadratkilometer vattenytor vilket ger det en sjöprocent på 12,1 procent.

## Fisk
Vid provfiske har följande fisk fångats i sjön:
- Abborre
- Braxen
- Gärs
- Gädda
- Löja
- Mört